# Excellent Cadaver

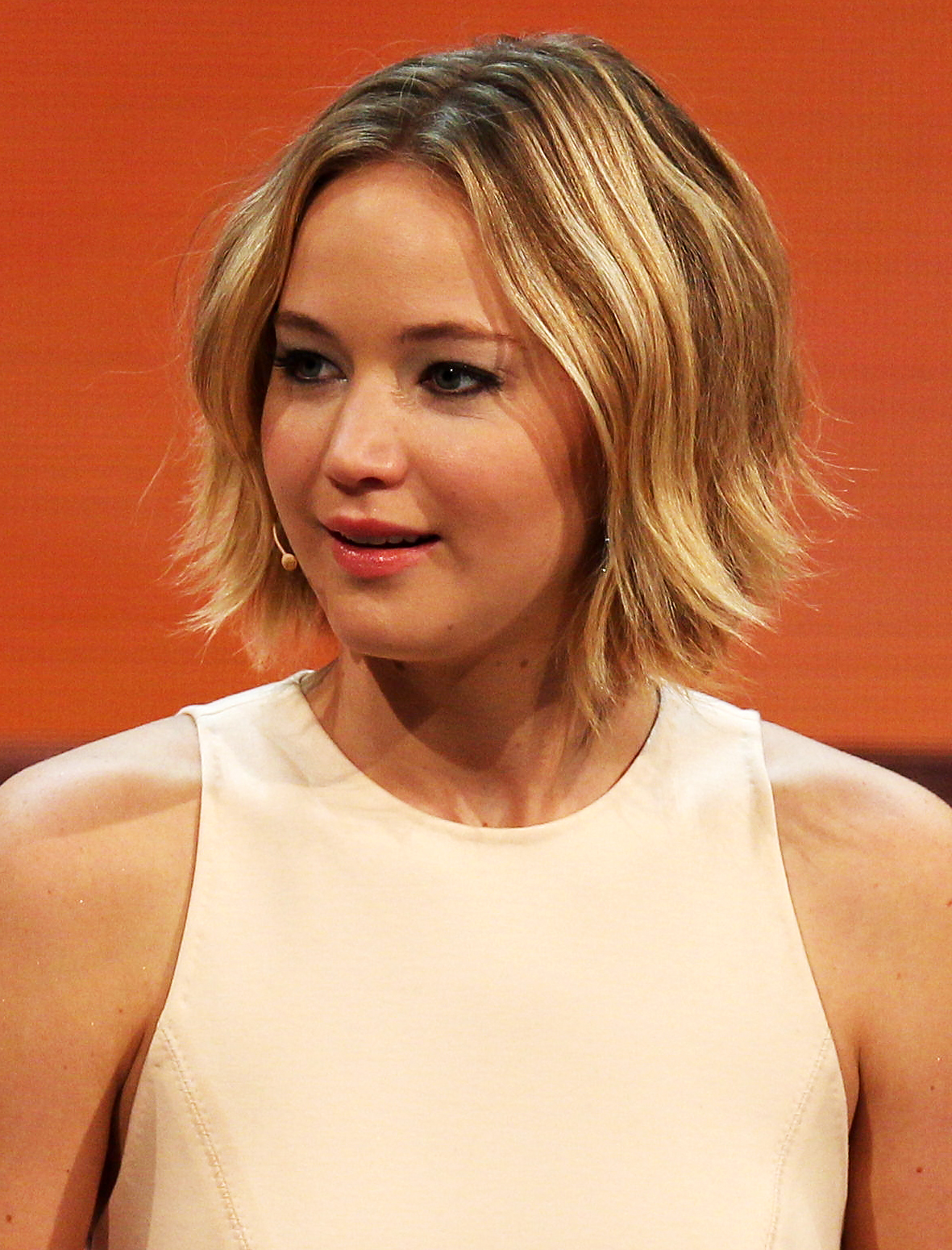
Jennifer Lawrence, la fundadora d'Excellent Cadaver

Excellent Cadaver és una productora de cinema i televisió fundada per l'actriu Jennifer Lawrence.

## Història
El 2018, l'actriu Jennifer Lawrence va fundar Excellent Cadaver. Lawrence produirà amb la seva sòcia, Justine Polsky.
L'octubre de 2018, es va anunciar que la companyia havia signat un acord amb Makeready, que finançarà i produirà de manera independent amb Excellent Cadaver, o a través dels acords financers i de producció de Makeready amb Universal Pictures i Entertainment One.

## Filmografia

### En desenvolupament
- Burial Rites (amb TriStar Pictures)[4]
- Mob Girl (amb Makeready)[5]
- Project Delirium (amb 2929 Entertainment)[6]
- Jennifer Lawrence/Amy Schumer Projecte sense títol[7]
- Zelda[8]

### En producció
- Causeway (amb IAC Films i A24)[9]
- Bad Blood (amb Hyperobject Industries, Gary Sanchez Productions, Legendary Pictures i Apple Studios)[10]
- No Hard Feelings (amb Sony Pictures)[11]